# Уайз, Генри
Генри Александр Уайз (Henry Alexander Wise; 3 декабря 1806 — 12 сентября 1876) — американский конгрессмен, 33-й губернатор Вирджинии а также генерал армии Конфедерации во время американской гражданской войны. С 1843 по 1847 служил послом США в Бразилии.

## Ранние годы
Уайз родился в Друммондтауне, в округе Аккомак, Вирджиния. Он был сыном майора Джона Уайза и его второй жены Сары Корбин Кроппер. До 12-ти лет его обучали частные учителя, затем учился в академии Маргарет. В 1825 году он окончил Вашингтонский колледж, где был членом литературного общества «Union Literary Society». В 1828 году он был допущен к юридической практике, поселился в Нэшвилле, начал работать юристом, но в 1830 вернулся в округ Аккомак.
Уайз был трижды женат. Первый раз в 1828 году на пенсильванке Анне Дженнингс. Она погибла при пожаре в 1837, оставил Уайзу четырёх детей, двух сыновей и две дочери. Пятый ребёнок погиб вместе с матерью.
В ноябре 1840 года Уайз повторно женился на Саре Сержант, дочери конгрессмена-вига Джона сержанта и Маргаретты Уатмо. От Сары он имел пять детей, последний родился 14 октября 1850 года, а Сара умерла вскоре после от осложнений.
В третий раз Уайз женился на Мэри Элизабет Лайонс в 1853 году. Уже после своего губернаторства, в 1860, он поселился с Мэри и детьми в Роллстоне, на плантации, которую он купил у своего брата Джона Купера Уайза. Плантация находилась около Норфолка (Вирджиния). Эта плантация была впервые заложена семьёй Мослей в 1649 году.

## Политическая карьера
С 1833 по 1844 Генри Уайз служил в Конгрессе США. Он был выбран в конгресс в 1822 году как джексоновский демократ. Он порвал с джексоновской администрацией из-за разногласий в вопросе о банке США, и перешёл в партию вигов, в чём его поддержали избиратели. В 1837 году его переизбрали уже как представителя от партии вигов, он прослужил до 1841 и в 1843 был переизбран как представитель администрации президента Тайлера.
В 1840 году он боролся за избрание Джона Тайлера в вице-президенты. Добившись успеха, Тайлер назначил Уайза послом в Бразилии и Уайз пробыл на этой должности с 1844 по 1847 год. Два его ребёнка родились в Рио-де-Жанейро. В Бразилии он работал над улучшением торговли и тарифов, старался смягчить общественное мнение Бразилии по поводу аннексии Техаса и работал над установлением дипломатических отношений с Парагваем.
Вернувшись в США, Уайз связал свою судьбу с демократической партией. В 1855 году он участвовал в выборах губернатора Вирджинии в качестве кандидата от партии «Know Nothing». Он победил своего конкурента Томаса Флерноя и стал 33-м губернатором штата (1856—1860) В его честь в Вирджинии в 1856 году был создан округ Уайз. Он поддерживал аннексию Техаса, где в его честь был создан округ Уайз. Одним из последних подписанных им документов был смертельный приговор Джону Брауну.
Уайз был членом вирджинского совета по сецессии в 1861 году, где выступал за немедленную сецессию штата. 17 апреля 1861 года при обсуждении вопроса о сецессии, Уайз объявил, что он приказал вирджинскому ополчению занять арсенал Харперс-Ферри и норфолкские верфи. Под его давлением в тот день было принято решение об отделении Вирджинии от Союза. Уайз вступил в армию Конфедерации в звании бригадного генерала.

## Гражданская война
В начале войны бригадный генерал Уайз командовал вооружёнными силами юга во время сражения при Роанок-Айленд. Перед лицом превосходящего по силам противника он принял решение эвакуировать остров, чем вызвал сильное недовольство в правительстве. Затем его бригада была придана дивизии Теофилиуса Холмса и участвовала в сражении при Севен-Пайнс. До 1863 года он занимал различные командные должности в Северной Каролине и Вирджинии.
В 1864 году Уайз командовал бригадой в департаменте «Северная Каролина&Вирджиния». Весной она была переведена под Ричмонд и на тот момент состояла из четырёх полков:
- 26-й Вирджинский пехотный полк
- 24-й Вирджинский пехотный полк
- 46-й Вирджинский пехотный полк
- 59-й Вирджинский пехотный полк

Его бригада обороняла Петерсберг и фактически спасла город во время первого сражения при Петерсберге, и затем — во время второго сражения при Петерсберге. Уайз командовал бригадой до конца осады Петерсберга. Впоследствии получил звание генерал-майора за сражение при Сайлерс-Крик. Он был вместе с Робертом Ли при Аппоматоксе, где сражался храбро, однако высказался за капитуляцию.

## Послевоенная деятельность
После войны Уайз вернулся к юридической практике в Ричмонде и жил в городе до конца своей жизни. В 1865 году он безуспешно пытался вернуть себе поместье Роллстон под Норфолком. Он так и не получил амнистии за службу Конфедерации, однако поддержал Гранта на президентских выборах 1872 года.